# 55 a.C.

## Eventos
- Pompeu, pela segunda vez, e Crasso, também pela segunda vez, cônsules romanos.
- Quarto ano das Guerras Gálicas do general Júlio César:
  - Numa campanha punitiva contra os suevos, Júlio César ordena a construção de pontes e atravessa o Reno pela primeira vez.
  - Júlio César invade a Britânia, mas sem resultados expressivos.